# 킬리노치치
킬리노치치(싱할라어: ගිරානික, 타밀어: கிளிநொச்சி)는 스리랑카 북부 주 킬리노치치구의 행정 중심지이다.